# Chi Andromedae
Chi Andromedae (52 Andromedae) é uma estrela na direção da constelação de Andromeda. Possui uma ascensão reta de 01h 39m 21.02s e uma declinação de +44° 23′ 10.1″. Sua magnitude aparente é igual a 5.01. Considerando sua distância de 242 anos-luz em relação à Terra, sua magnitude absoluta é igual a 0.66. Pertence à classe espectral G8III....